# Victoria Dockside
Victoria Dockside ist ein Immobilienentwicklungsprojekt an der Uferpromenade von Tsim Sha Tsui in Hongkong. Das Projekt wurde 2019 abgeschlossen und kostete insgesamt 2,6 Milliarden US-Dollar. Das Gebiet war vorher unter dem Namen Holt's Wharf bekannt. Der Komplex soll ein globales Zentrum für Kunst und Design werden und eine wichtige Rolle in der zukünftigen städtischen Entwicklung der Stadt spielen.

## Geschichte
Der Komplex wurde ursprünglich im Jahr 1910 als Holt's Wharf gegründet. In Tsim Sha Tsui (Kowloon, Hongkong) gelegen, fungierte es zunächst als Eisenbahnknotenpunkt und galt einst als einer der großen Welthäfen. 1971 wurde der Standort an New World Development verkauft, der das Gebiet in den 70er Jahren entwickelte und mit dem Bau des New World Center und des Regent Hong Kong (später InterContinental Hong Kong) begann.
Das Projekt wurde 1982 fertiggestellt und umfasste auch einen Einkaufskomplex, Wohngebäude, Büros und Wohnungen. Das New World Center galt zu dieser Zeit als einer der größten kommerziellen Komplexe der Welt. Die Site war bei Einheimischen und Touristen beliebt und beherbergte zahlreiche bedeutende Veranstaltungen, darunter die LEGO International Exhibition und die Rallye Hongkong-Peking.
Im Jahr 2010 gab New World Development das New World Center für den Abriss frei, um einen neuen Komplex zu errichten. Im Jahr 2012 begann die Entwicklung des Victoria Dockside, das nach dem Victoria Harbour benannt wurde, sowie dem früheren Namen des Standortes „Holt's Wharf“. Der Masterplan wurde vom Architekturbüro Kohn Pedersen Fox sowie vom Architekten James Corner erarbeitet und ausgeführt. Das Projekt wird von Adrian Cheng geleitet und umfasst die Teilnahme von über hundert internationalen und lokalen Architekten und Designern. Die Fertigstellung des Viertels wird voraussichtlich 2019 stattfinden und u. a. Bürofläche, ein Hotel und Wohnraum beherbergen.
2017 wurde auf dem Gebiet ein 274 Meter hoher Wolkenkratzer fertiggestellt, der den Namen Victoria Dockside trägt und Teil des Komplexes ist.